# Музей люблинской деревни
Музей люблинской деревни (пол.  Muzeum Wsi Lubelskiej) — музей под открытым небом, находящийся в городе Люблин, Польша. Музей располагается по адресу Аллея Варшавская, 96. Зарегистрирован в Государственном реестре музеев. Музей сохраняет объекты деревянного зодчества, собирает предметы материальной народной культуры Люблинского воеводства, распространяя информацию о народных обычаях и проводя различные этнографические мероприятия.

## История
В 1960 году при Люблинском музее был открыт отдел Народного зодчества. 1 января 1970 года этот отдел был преобразован в самостоятельный музей под названием «Музей люблинской деревни». Первоначально музей под открытым небом располагался в люблинском районе Калиновщизны и занимал площадь 12 гектаров. В 1975 году музей получил новый участок площадью 27 гектаров около района Славина возле дороги в сторону Варшавы.
В мае 1976 года начались первые работы установкой мельницы из деревни Зыгмунтув, которая стала первым объектом музея. 27 сентября 1979 года состоялось открытие первого сектора музея под названием «Выжыны-Любельске».
8 сентября 2002 года на территории музея была освящена церковь XVII века из села Матчина.
В 2011 году в местечковом секторе была оборудована экспозиция с довоенными объектами народной архитектуры, состоящей из ратуши, полицейского участка, магазина мороженого и дома еврейского цадика.

## Экспозиция
Объекты народного зодчества представлены в музее из различных местностей Люблинского воеводства и сгруппированы строго по географическому, этнографическому признакам и разделены на семь секторов: Выжины-Любельске, Росточье, Повислье-Любельске, Подлесье, Надбужье, сектор усадьбы и местечковый сектор.

## Галерея

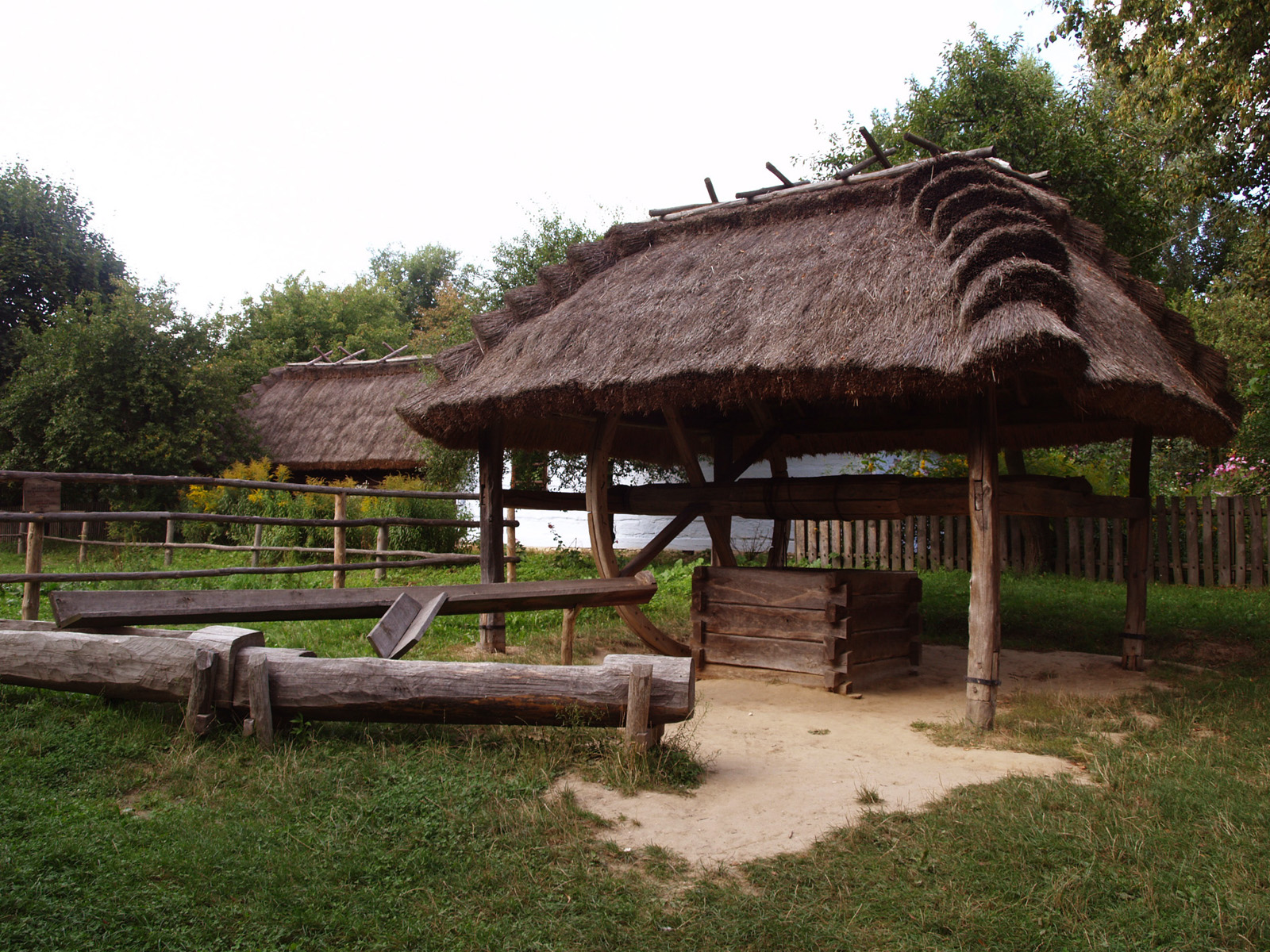
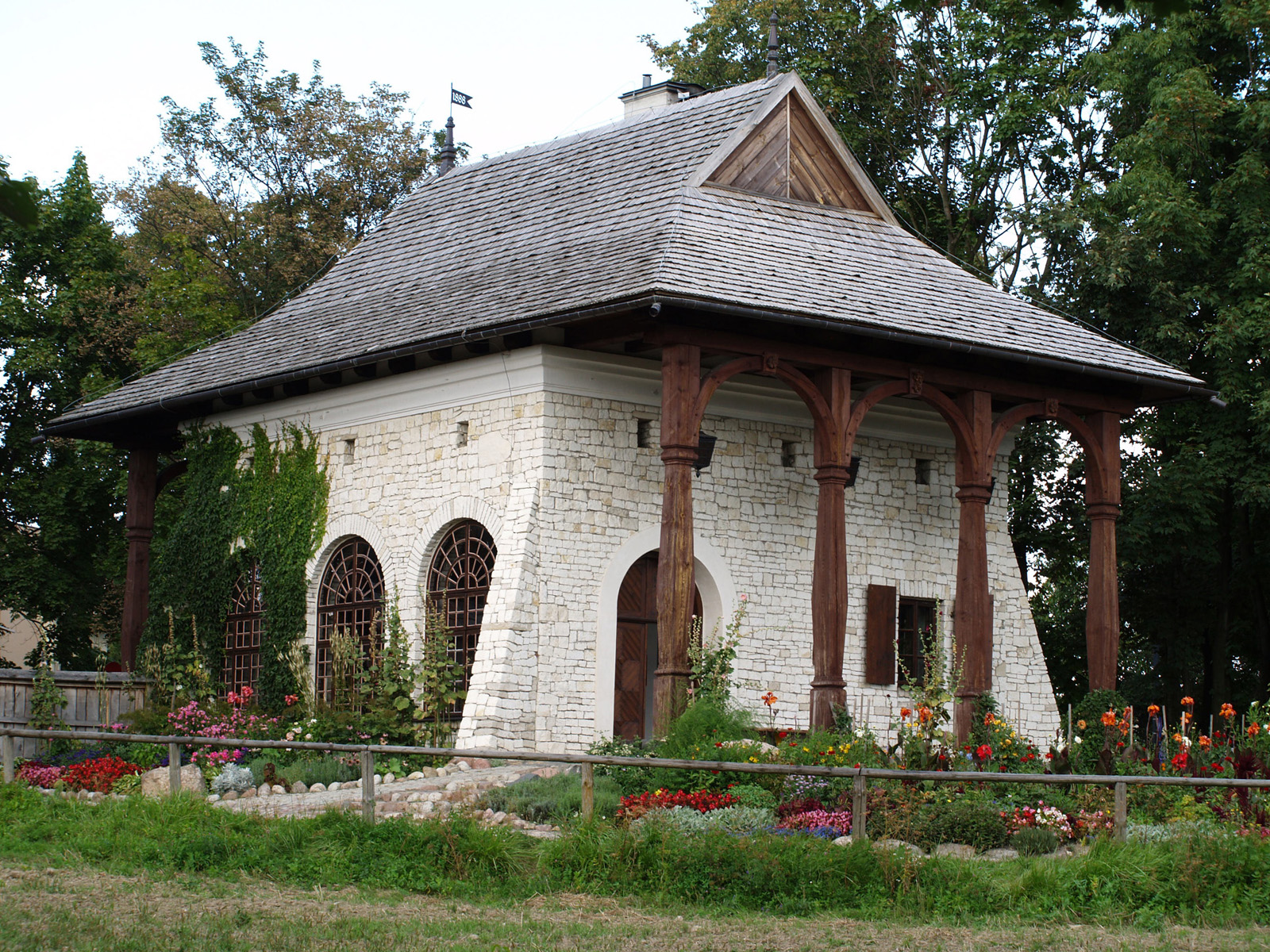
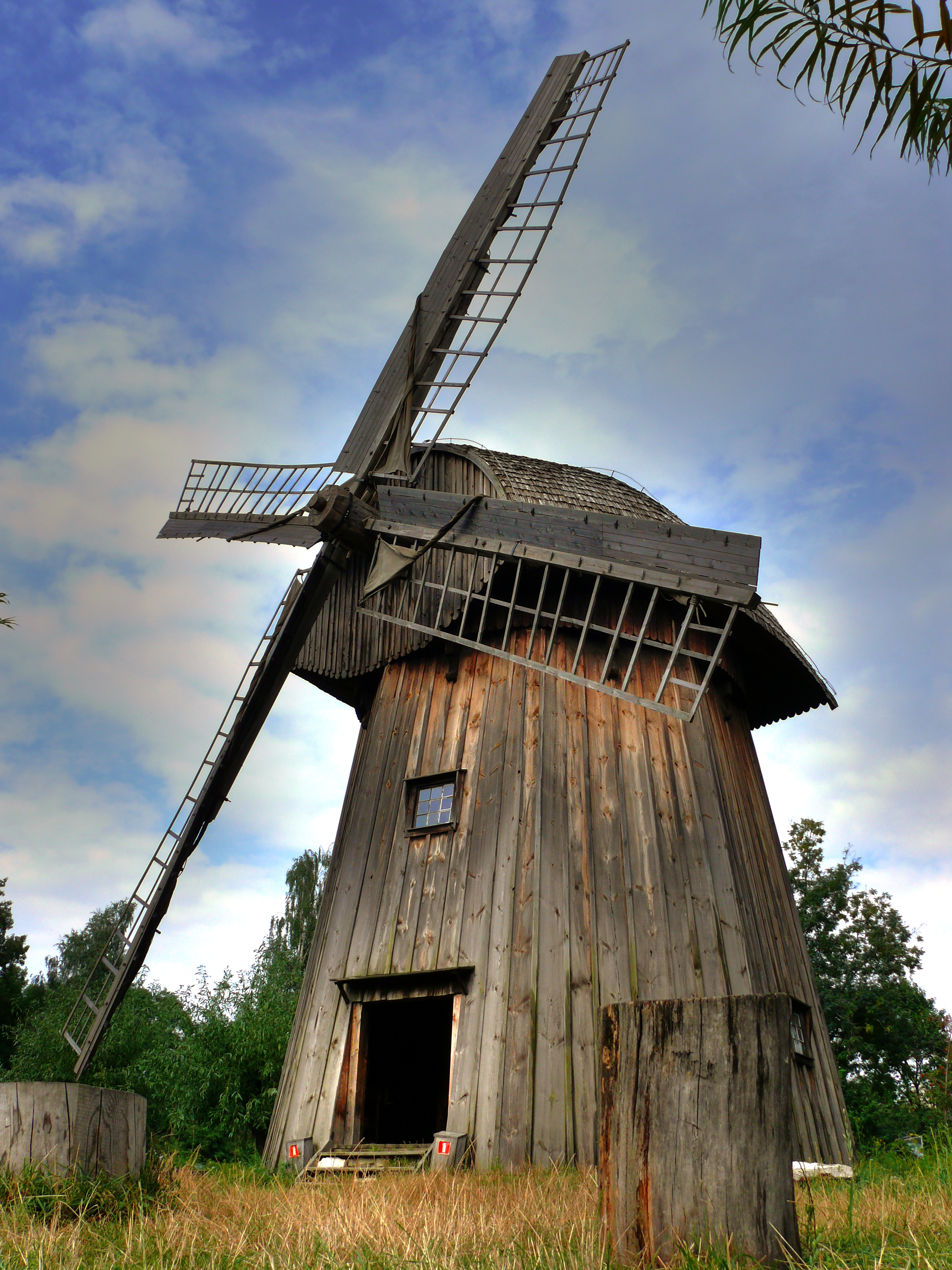
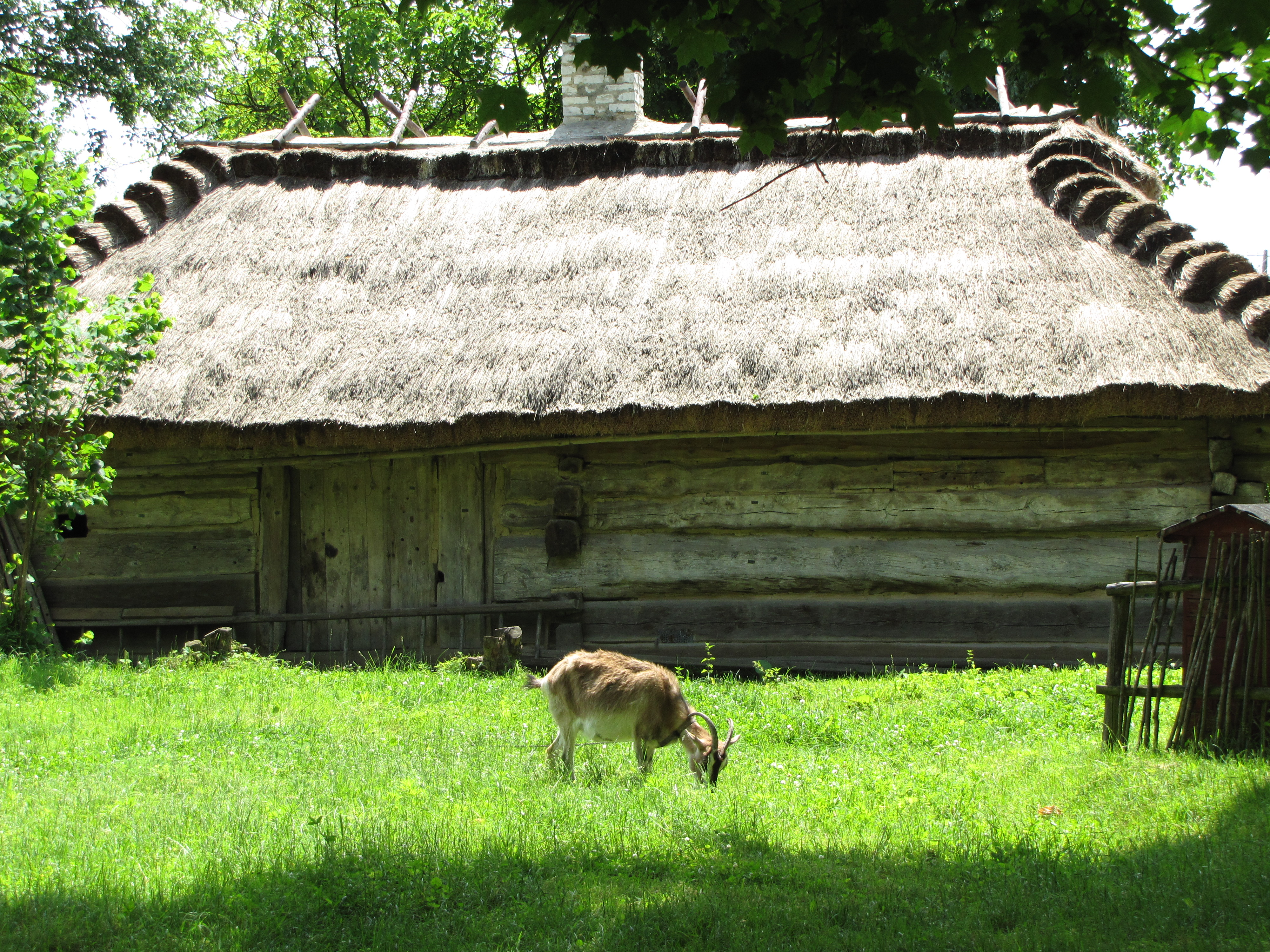
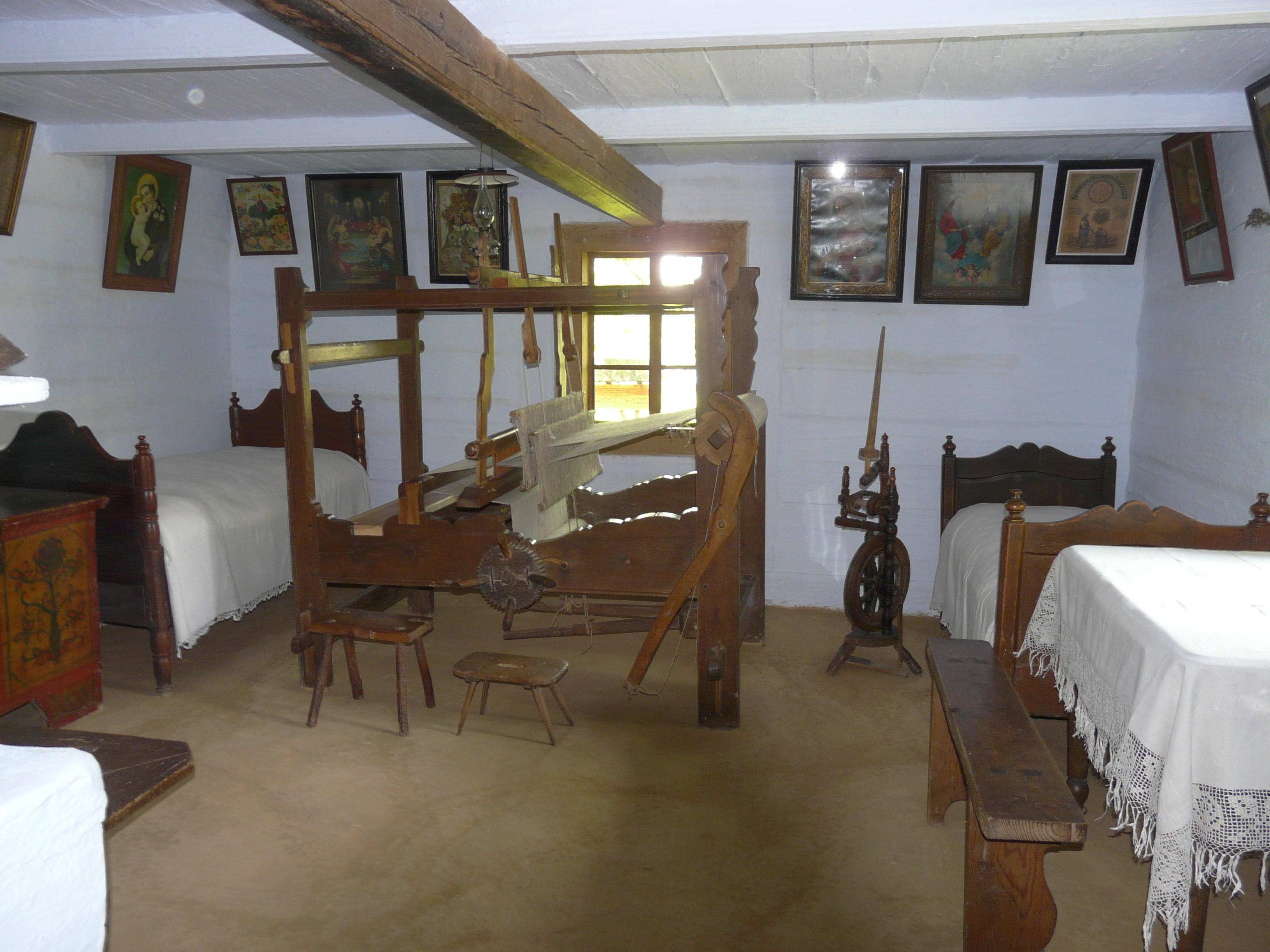